# Nemanja Bjelica
Pour les articles homonymes, voir Bjelica (homonymie).
Nemanja Bjelica (en serbe : Немања Бјелица), né le 9 mai 1988 à Belgrade dans la République socialiste de Serbie, est un joueur serbe de basket-ball évoluant au poste d'ailier fort.

## Carrière
Formé au KK Partizan Belgrade, Nemanja Bjelica commence sa carrière professionnelle dans le club autrichien d'Arkadia Traiskirchen Lions en 2007. La saison suivante, il rejoint l'Étoile rouge de Belgrade. En 2010, il est sélectionné lors de la draft par les Wizards de Washington au 35e rang puis ses droits sont échangés et envoyés aux Timberwolves du Minnesota. Lors de l'été 2010, il signe un contrat de cinq ans avec le club espagnol du Tau Vitoria.
Il est nommé co-MVP (meilleur joueur) de la 10e journée de saison régulière de l'Euroligue 2012-2013 avec Shawn James.
En juillet 2013, il rejoint le Fenerbahçe Ülkerspor, club turc de première division. En juin 2014, il remporte le championnat de Turquie.
En mars 2015, Bjelica est nommé meilleur joueur du mois en Euroligue. En mai, Bjelica est nommé meilleur joueur de la saison de l'Euroligue.
Le 6 juillet 2015, il signe chez les Timberwolves du Minnesota un contrat de 11,7 millions de dollars sur trois ans.
Le 5 juillet 2018, il signe un contrat d'un an avec les 76ers de Philadelphie. Néanmoins, il revient en arrière et annule son accord avec les 76ers, et signe ensuite avec les Kings de Sacramento pour un contrat de 20,5 millions de dollars sur trois ans.
Le 25 mars 2021, Nemanja est envoyé au Heat de Miami contre Maurice Harkless et Chris Silva.
En août 2021, il s'engage avec les Warriors de Golden State.
Il est sacré champion NBA avec les Warriors un peu moins d'1 an plus tard.
Début août 2022, il retourne au Fenerbahçe SK avec lequel il signe un contrat pour deux saisons,. Il ne joue toutefois qu'une seule rencontre.
Bjelica annonce prendre sa retraite sportive en mars 2024.

## Statistiques

### Professionnelles

#### Saison régulière
| Champion NBA |

| Saison    | Équipe       | Matchs | Titul. | Min./m | % Tir | % 3pts | % LF | Rbds/m. | Pass/m. | Int/m. | Ctr/m. | Pts/m. |
| --------- | ------------ | ------ | ------ | ------ | ----- | ------ | ---- | ------- | ------- | ------ | ------ | ------ |
| 2015-2016 | Minnesota    | 60     | 0      | 17,9   | 46,8  | 38,4   | 72,7 | 3,50    | 1,40    | 0,40   | 0,40   | 5,10   |
| 2016-2017 | Minnesota    | 65     | 1      | 18,3   | 42,4  | 31,6   | 73,8 | 3,80    | 1,20    | 0,60   | 0,30   | 6,20   |
| 2017-2018 | Minnesota    | 67     | 21     | 20,5   | 46,1  | 41,5   | 80,0 | 4,10    | 1,30    | 0,70   | 0,20   | 6,80   |
| 2018-2019 | Sacramento   | 77     | 70     | 23,2   | 47,9  | 40,1   | 76,1 | 5,80    | 1,90    | 0,70   | 0,70   | 9,60   |
| 2019-2020 | Sacramento   | 72     | 67     | 27,9   | 48,1  | 41,9   | 82,1 | 6,40    | 2,80    | 0,90   | 0,60   | 11,50  |
| 2020-2021 | Sacramento   | 26     | 1      | 16,9   | 46,0  | 29,3   | 76,2 | 3,80    | 1,90    | 0,30   | 0,10   | 7,20   |
| 2020-2021 | Miami        | 11     | 2      | 14,2   | 43,5  | 37,0   | 55,6 | 2,50    | 1,80    | 0,60   | 0,30   | 5,00   |
| 2021-2022 | Golden State | 71     | 0      | 16,1   | 46,8  | 36,2   | 72,8 | 4,10    | 2,20    | 0,60   | 0,40   | 6,10   |
| Carrière  | Carrière     | 449    | 162    | 20,4   | 46,6  | 38,4   | 75,9 | 4,60    | 1,80    | 0,60   | 0,40   | 7,60   |

#### Playoffs
| Saison   | Équipe       | Matchs | Titul. | Min./m | % Tir | % 3pts | % LF | Rbds/m. | Pass/m. | Int/m. | Ctr/m. | Pts/m. |
| -------- | ------------ | ------ | ------ | ------ | ----- | ------ | ---- | ------- | ------- | ------ | ------ | ------ |
| 2018     | Minnesota    | 5      | 0      | 9,4    | 43,8  | 51,7   | 71,4 | 3,00    | 0,60    | 0,60   | 0,00   | 4,60   |
| 2021     | Miami        | 2      | 0      | 15,0   | 45,5  | 50,0   | 66,7 | 2,50    | 1,00    | 1,00   | 0,50   | 9,00   |
| 2022     | Golden State | 15     | 0      | 10,0   | 52,9  | 37,5   | 57,1 | 2,10    | 1,10    | 0,30   | 0,10   | 2,90   |
| Carrière | Carrière     | 22     | 0      | 10,3   | 49,2  | 47,8   | 65,0 | 2,30    | 1,00    | 0,40   | 0,10   | 3,80   |

## Palmarès
- Champion de Turquie avec le Fenerbahçe Ülker en 2014.
- Champion NBA en 2022.

### Sélection nationale
Avec la sélection de la Serbie, il remporte :
- Médaille d'argent à la coupe du monde 2014 en Espagne.
- Finaliste du championnat d'Europe 2009

## Records sur une rencontre en NBA
Les records personnels de Nemanja Bjelica en NBA sont les suivants, :
| Type de statistique        | Saison régulière | Saison régulière          | Saison régulière | Playoffs | Playoffs             | Playoffs      |
| Type de statistique        | Record           | Adversaire                | Date             | Record   | Adversaire           | Date          |
| -------------------------- | ---------------- | ------------------------- | ---------------- | -------- | -------------------- | ------------- |
| Points                     | 34               | Magic d'Orlando           | 13 janvier 2020  | 16       | @ Rockets de Houston | 18 avril 2018 |
| Paniers marqués            | 13               | 2 fois                    | 2 fois           | 5        | @ Rockets de Houston | 18 avril 2018 |
| Paniers tentés             | 18               | @ Mavericks de Dallas     | 8 décembre 2019  | 9        | @ Rockets de Houston | 18 avril 2018 |
| Paniers à 3 points réussis | 8                | Magic d'Orlando           | 13 janvier 2020  | 2        | 2 fois               | 2 fois        |
| Paniers à 3 points tentés  | 10               | 2 fois                    | 2 fois           | 4        | @ Rockets de Houston | 18 avril 2018 |
| Lancers francs réussis     | 5                | 4 fois                    | 4 fois           | 4        | @ Rockets de Houston | 18 avril 2018 |
| Lancers francs tentés      | 7                | Trail Blazers de Portland | 1er janvier 2019 | 5        | @ Rockets de Houston | 18 avril 2018 |
| Rebonds offensifs          | 6                | Nuggets de Denver         | 30 novembre 2019 | 2        | @ Rockets de Houston | 18 avril 2018 |
| Rebonds défensifs          | 13               | 2 fois                    | 2 fois           | 6        | @ Rockets de Houston | 18 avril 2018 |
| Rebonds totaux             | 17               | Suns de Phoenix           | 23 mars 2019     | 8        | @ Rockets de Houston | 18 avril 2018 |
| Passes décisives           | 13               | @ Lakers de Los Angeles   | 13 août 2020     | 2        | @ Rockets de Houston | 18 avril 2018 |
| Interceptions              | 4                | 2 fois                    | 2 fois           | 2        | @ Rockets de Houston | 18 avril 2018 |
| Contres                    | 4                | 2 fois                    | 2 fois           | -        | -                    | -             |
| Balles perdues             | 5                | 2 fois                    | 2 fois           | 1        | @ Rockets de Houston | 18 avril 2018 |
| Minutes jouées             | 45               | @ Jazz de l'Utah          | 2 mars 2018      | 19       | @ Rockets de Houston | 18 avril 2018 |

- Double-double : 28
- Triple-double : 0

Dernière mise à jour : 4 avril 2022

## Salaires
| Saison      | Équipe      | Salaire      |
| ----------- | ----------- | ------------ |
| 2015-2016   | Minnesota   | 4 000 000 $  |
| 2016-2017   | Minnesota   | 3 800 000 $  |
| 2017-2018   | Minnesota   | 3 949 999 $  |
| 2018-2019   | Sacramento  | 6 500 000 $  |
| 2019-2020   | Sacramento  | 6 825 000 $  |
| 2020-2021   | Miami       | 7 150 000 $  |
| 2021-2022   | Warriors    | 1 669 178 $  |
| Total Gains | Total Gains | 33 894 177 $ |